# Vénuste Maronko
Vénuste Maronko es un director de cine, actor y cantante de Burundi. 

## Biografía
Maronko nació en Burundi en septiembre de 1992. Asistió al Lycee Tecnique d'informatique et d'electricite.
Tiene interés en los grupos rebeldes y su efecto en la sociedad, ya que trabajó como camarógrafo para International Business Times.
En 2011, dirigió su primer cortometraje, Pourquoi moi?, una tragedia sobre una joven cuya familia ha sido asesinada y que posteriormente es violada por su tío. Se proyectó en el Festival Internacional de Cine y Audiovisuales de Burundi (FESTICAB). La calidad del corto se ha descrito como una reminiscencia de las películas caseras de la década de 1950. Atlanta Black Star la nombró una de las cinco imperdibles películas africanas.
Dirigió Bad Life en 2014. La película trata sobre un joven, Boda, que trabaja para un traficante de drogas. Boda sobrevive al ataque de su jefe milagrosamente después de estar en coma. Fue nominada al Premio Guido Huysmans y al Premio de Jóvenes Cineastas Africanos en el Festival Internacional de Cortometrajes de Lovaina. Bad Life recibió el premio a la mejor película así como el premio al mejor sonido en el FESTICAB.

## Filmografía parcial
- 2011 : ¿ Pourquoi moi?
- 2014 : Bad Life